# Aldobrandinijeve »tazze«
Aldobrandinijeve Tazze so komplet 12 srebrno pozlačenih stoječih posod v obliki plitve tazze, ki jih včasih opisujejo kot sklede ali posode. So izjemni primeri renesančnega kovinskega dela, ki jih je John Hayward opisal kot »najimpresivnejši posamezni spomenik italijanskega in morda evropskega zlatarskega dela 16. stoletja«, muzej Victoria in Albert pa kot »eno najbolj spektakularnih skupin srebra ohranjena iz 16. stoletja.«
Vsaka tazza obsega plitvo skledo, nameščeno na visoki nogi in steblu. Iz središča sklede se dviga navpični podstavek, na vrhu katerega je stoječa figurica enega prvih rimskih cesarjev, čigar življenja je v Dvanajst cezarjev opisal rimski avtor Svetonij. Notranja površina vsake sklede je okrašena s štirimi prizori iz Svetonijevega življenja ustreznega cesarja.
Tazze imajo zapleteno in nekoliko negotovo zgodovino in izvor. Nekoč so jih pripisovali Benvenutu Celliniju, vendar to pripisovanje ne velja več za pravilno. Kasneje so menili, da so jih morda izdelali umetniki iz Nizozemske ali morda iz Augsburga ali Nürnberga v Nemčiji, ki so morda delali v Italiji. Novejše raziskave Julie Siemon kažejo, da so bile izdelane v južni Nizozemski, verjetno za habsburškega pokrovitelja, morda avstrijskega nadvojvodo Alberta VII., proti koncu 16. stoletja, nato pa jih je pridobil član družine Aldobrandini pred letom 1603.  Različne sklede imajo nekoliko različne sloge, kar nakazuje, da je sodelovala ekipa srebrnarjev. Komplet je bil prvotno v lasti družine Aldobrandini in njihovih potomcev vsaj do leta 1769 in je ostal skupaj v eni zbirki vsaj do leta 1861. Posode so bile prvotno iz navadnega »belega« srebra, vendar so bile v desetletju po letu 1861 pozlačene. Skupina je bil nato razpršena in primere zdaj hrani več različnih muzejev in zasebnih zbirateljev. V poznem 19. stoletju je bilo šest prvotnih podstavkov z zadržano klasično navdahnjeno kaneluro na nogi in steblu zamenjanih z bolj razkošno okrašenimi podstavki iz 16. stoletja, verjetno španskega izvora. Sčasoma so se zamenljivi deli več tazze, najbolj opazne sklede in figurice, pomešali, tako da je skledo, ki prikazuje prizore iz življenja enega cesarja, zdaj mogoče najti v zbirki s figurico drugega cesarja.
12 tazze se je ponovno združilo v  Metropolitanskem muzeju umetnosti v New Yorku leta 2014, na začetku velikega raziskovalnega projekta. Rezultat tega prizadevanja je bila razstava Srebrni cezarji: renesančna skrivnost, ki jo je organiziral Siemon, ki jo je spremljal zbornik esejev z istim naslovom. Med razstavo, ki je bila na ogled od 12. decembra 2017 do 11. marca 2018. Razstava je nato leta 2018 odpotovala v dvorec Waddesdon v Angliji, kjer je bila na ogled od 18. aprila do 22. julija. Videoposnetke, ki raziskujejo, kako Neronova tazza in Vitelijeva tazza prikazujeta svojo svetonijsko vsebino, sta ustvarila Siemon in Beard za prikaz na razstavi in si jih je mogoče ogledati na YouTube kanalu Metropolitanskega muzeja. Med razstavo so bile tazze prvič po sredini 19. stoletja javno prikazane.

## Opis
Vsaka tazza je skleda ali skodelica, visoka približno 41 cm. Oblika temelji na kiliksu, široki plitvi skodelici za pitje vina iz stare Grčije, od koder tudi izvira beseda "kelih". Nekatere tazze bi lahko uporabili za pitje, uporabili pa bi jih tudi kot servirne posode za manjša živila, kot so pecivo, sladkarije ali sadje. Te bogato okrašene posode so bile verjetno mišljene predvsem kot spektakularen prikaz bogastva in umetniškega okusa. Ulite so bile v odsekih, ki so priviti skupaj, s sedmimi glavnimi deli: podnožje, ki obsega nogo in steblo; disk za podporo sklede, ki je običajno skrit pod njo; sama krožna skleda; nizek podstavek, ki stoji nad sredino sklede; in figurica rimskega cesarja, nameščena na podstavku, z ločenim ogrinjalom.
Notranja površina vsake plitke sklede je brušena, ob robu okrašena z guilloché okrasom. Vklesani klasični stebri ločujejo prostor na štiri plošče, od katerih vsaka prikazuje prizor iz življenja ustreznega rimskega cesarja: Julija Cezarja, Avgusta, Tiberija, Kaligule, Klavdija, Nerona, Galbe, Otona, Vitelija, Vespazijana, Tita ali Domicijana. Več skled je okrašenih tudi z grbom italijanske družine Aldobrandini, z galero ali cerkvenim klobukom s šestimi resicami na obeh straneh. Ti označujejo cerkveni položaj v hierarhiji katoliške cerkve, s šestimi resicami, ki običajno označujejo škofa. V mnogih primerih so kraki označeni na spodnji strani sklede, kar nakazuje, da kompleta ni naročila družina Aldobrandini, ampak ga je kupila pozneje.
Srebrne tazze so bile izdelane iz bele kovine okoli leta 1560–70 in so bile pozlačeni po letu 1861. Oblikovalec in izdelovalec nista znana. Razlike v slogu med lokanim okrasjem skled nakazujejo, da je sodelovalo več spretnih obrtnikov. Elementi okrasja sklede morda izhajajo iz dela italijanskega umetnika Pirra Ligoria (1513–1583), figurice pa morda temeljijo na delu flamskega umetnika Johannesa Stradanusa (1523–1605), ki je delal v Italiji v poznem 16. stoletju. V šestih primerih sta bila prvotna noga in steblo z zadržano klasično navdahnjenim žlebljenjem nadomeščena s sočasno, a bolj okrasno nogo iz drugega vira, morda iz niza španskih monštrance ali relikviarijev iz 16. stoletja.
- Slike Vitelijeva tazza